# Sabrina Mockenhaupt
Sabrina Mockenhaupt-Gregor (Siegen, 6 december 1980) is een voormalige langeafstandsloopster uit Duitsland.
Mockenhaupt nam driemaal deel aan de 10.000 m op de Olympische Zomerspelen, in 2004, 2008 en 2012. Haar beste klassering was elfde in 2008 in Peking.
Ze won meerdere marathons, waaronder die van Keulen (2007, 2009), de Marathon van Frankfurt in 2008 en de Halve marathon van Berlijn in 2009.
Ook in het veldlopen was Mockenhaupt succesvol, met een zilveren medaille op de Europese kampioenschappen veldlopen 2005 als beste resultaat.
In 2018 stopte Mockenhaupt met atletiek.

## Persoonlijke records
Baan
| Onderdeel | Prestatie | Datum            | Plaats            |
| --------- | --------- | ---------------- | ----------------- |
| 1500 m    | 4.13,38   | 13 juni 2001     | Kassel            |
| 3000 m    | 8.44,65   | 14 augustus 2003 | Bergisch Gladbach |
| 5000 m    | 14.59,88  | 20 mei 2009      | Koblenz           |
| 10.000 m  | 31.14,21  | 15 augustus 2008 | Peking            |

Weg
| Onderdeel      | Prestatie | Datum              | Plaats  |
| -------------- | --------- | ------------------ | ------- |
| 5 km           | 15.37     | 3 juni 2007        | Wenen   |
| 10 km          | 31.49     | 1 augustus 2009    | Berlijn |
| 15 km          | 51.56     | 31 december 2013   | Soest   |
| halve marathon | 1:08.45   | 5 april 2009       | Berlijn |
| marathon       | 2:26.21   | 26 september 20010 | Berlijn |

Indoor
| Onderdeel | Prestatie | Datum            | Plaats     |
| --------- | --------- | ---------------- | ---------- |
| 1500 m    | 4.16,45   | 13 februari 2009 | Düsseldorf |
| 2000 m    | 5.44,98   | 6 februari 2005  | Leipzig    |
| 3000 m    | 8.45,77   | 4 maart 2007     | Birmingham |

- Gemeinsame Normdatei: 1014490820
- World Athletics: 14278922
- International Standard Name Identifier: 0000 0003 5612 956X
- Virtual International Authority File: 179622371
- WorldCat: E39PBJvCPBrMdx3TwcKtB9KDbd